# Black Brook (New York)
Black Brook è un comune degli Stati Uniti d'America, situato nello stato di New York, nella contea di Clinton.